# Христофор Колумб: Завоювання Америки
«Христофор Колумб: Завоювання Америки» (англ. Christopher Columbus: The Discovery) — історико-пригодницький фільм 1992 року, знятий Джоном Гленом. Це останній проєкт продюсерської команди батька і сина Олександра та Іллі Салкіндів. Фільм розповідає про події після падіння Гранадського емірату (ісламської держави, розташованої на півдні Іспанії) і подорожі Колумба до Нового Світу в 1492 році.
Його закулісна історія включала складну серію фінансових невдач, які згодом призвели до емоційного розриву між Олександром та Іллею; як пізніше нарікав розчарований Олександр в інтерв'ю «Лос-Анджелес Таймс» у листопаді 1993 року: «Я знаю, що після цього я більше ніколи не буду знімати кіно».

## Синопсис
Титулований генуезький мореплавець долає інтриги при дворі короля Фердинанда та королеви Ізабелли та отримує фінансування для своєї експедиції до Вест-Індії, яка зрештою призводить до відкриття європейцями Америки.

## Акторський склад
| Актор             | Роль                 |
| ----------------- | -------------------- |
| Жорж Коррафас     | Христофор Колумб     |
| Марлон Брандо     | Томас Торквемада     |
| Том Селлек        | Король Фердинанд     |
| Рейчел Ворд       | Королева Ізабелла    |
| Роберт Даві       | Мартін Алонсо Пінзон |
| Кетрін Зета-Джонс | Беатріс              |
| Бенісіо дель Торо | Альваро Харана       |
| Матьє Кар'єр      | Жуан II              |
| Найджел Террі     | Ролдан               |

## Виробництво
Перший режисер Джордж П. Косматос покинув виробництво через «творчі розбіжності», а згодом Косматос подав на продюсерів мільйонний позов, який було вирішено в позасудовому порядку. Незадовго до початку зйомок Косматоса замінив Джон Глен.
У якийсь момент під час зйомок бюджет у 42 мільйони доларів був урізаний, і продюсери розглядали можливість відмовитися від театрального підходу на користь телевізійного міні-серіалу. Однак ситуацію вдалося вирішити, коли Ілля Салкінд домігся фінансування у розмірі 50 мільйонів доларів.
Марлон Брандо отримав за фільм 5 мільйонів доларів, і його ім'я залишилося в титрах, незважаючи на те, що він просив прибрати його з титрів. Після того, як Косматос покинув посаду режисера, актори Тімоті Далтон та Ізабелла Росселліні також покинули проєкт, а пізніше Далтон подав позов проти продюсерів за порушення контракту та шахрайство, заявивши, що вони не надали банківську гарантію на його зарплату у розмірі 2,5 мільйона доларів.

## Випуск
Прем'єра відбулася у серпні 1992 року, та була приурочена до 500-річчя подорожі Колумба. Прем'єра відбулася майже в той самий час, що й «1492: Завоювання раю» Рідлі Скотта, що часто призводило до плутанини між цими двома фільмами.

## Збори
Фільм провалися у прокаті, акумулювавши $8,2 млн. у США та Канаді, та ~ $500 000 у Великій Британії.

## Відгуки
Фільм отримав переважно негативні відгуки, з рейтингом свіжості 7% на Rotten Tomatoes на основі 29 рецензій.
Роджер Еберт розкритикував Брандо і дав фільму одну з чотирьох зірок, заявивши: «Цей фільм бере одну з найвеличніших історій історії і трактує її так тьмяно, що подорож Колумба здається нам такою ж нескінченною, якою вона була для його команди». Фільм також знаходиться у його списку «Most Hated». Виступ Брандо, зокрема, критик Пол Бреннер з ArtistDirect назвав «найгіршим» у його кар'єрі.
Вінсент Кенбі з The New York Times назвав картину «дорогою, неохайною і, в найамбітніших своїх проявах, кволим нагадуванням про свошбаклерів Warner Brothers, яких колись знімав Майкл Кертіс з Ерролом Флінном».
Кінокритик та історик Леонард Малтін назвав картину «БОМБОЮ» (лише трохи кращу оцінку він дав «Завоюванню раю») і нарікнув: «Хіба так можна святкувати 500-річчя відкриття Америки європейцями?».
Глядачі, опитані CinemaScore, поставили фільму оцінку «C» за шкалою від A+ до F.

## Судові позови
Режисер Рідлі Скотт розглядав можливість зняти фільм про Колумба для Салкіндів, але замість цього вирішив зняти конкуруючий проєкт продюсера Алена Голдмана і сценаристки Розелін Бош: «1492: Завоювання раю». Салкінди подали позов проти Скотта, стверджуючи, що режисер вкрав ідеї з їхнього проекту. Було подано позов про відшкодування збитків на суму 40 мільйонів доларів, а також рішення, що забороняє Скотту продовжувати роботу над фільмом, який фінансує Голдман. Протягом листопада 1990 року різні сучасні джерела вказували на те, що сценарії цих двох проектів, за чутками, суттєво відрізняються: «байопік» Скотта буде присвячений двадцяти трьом рокам життя Колумба, тоді як «пригодницький епос» Салкінда зосередиться на відкритті Америки у 1492 році. Через півроку після подання позову проти Скотта Салкінди вирішили відмовитися від нього. Голдман і Салкінд визнали, що випуск двох фільмів на одну й ту саму тему приблизно в один і той самий час може розділити аудиторію і касові збори, але з огляду на те, що обидві картини про Колумба прагнули, щоб дата виходу збіглася з 500-річним ювілеєм, конфлікт здавався неминучим.
У вересні 1994 року продюсер Ілля Салкінд разом зі своєю дружиною та виконавчим продюсером фільму Джейн Чаплін подали до суду на Олександра Салкінда, співпродюсера Боба Сіммондса та інших кредиторів на суму 10 мільйонів доларів.

## Нагороди і номінації
| Кінопремія    | Рік  | Категорія                            | Номінант(и)                          | Результат | Дж     |
| ------------- | ---- | ------------------------------------ | ------------------------------------ | --------- | ------ |
| Золота малина | 1993 | Найгірший фільм                      | Ілля Салкінд                         | Номінація | [ 21 ] |
| Золота малина | 1993 | Найгірша режисура                    | Джон Глен                            | Номінація | [ 21 ] |
| Золота малина | 1993 | Найгірша чоловіча роль другого плану | Марлон Брандо                        | Номінація | [ 21 ] |
| Золота малина | 1993 | Найгірша чоловіча роль другого плану | Том Селлек                           | Перемога  | [ 21 ] |
| Золота малина | 1993 | Найгірший сценарій                   | Джон Брайлі, Кері Бейтс, Маріо П'юзо | Номінація | [ 21 ] |
| Золота малина | 1993 | Найгірша нова зірка                  | Жорж Коррафас                        | Номінація | [ 21 ] |